# Dunărea Galați în sezonul 2008-2009
Sezonul 2008-2009 este al cincilea sezon în liga a II-a, după ce echipa s-a reîntors din liga a III-a. Un sezon care la prima vedere pare ușor dar acesta se dovedește a nu fi tocmai ușor ci greu mai ales dacă nu există ambiție, voință, pricepere, dăruire în special pentru public staff antrenori sau spectatori. 

## Echipă
| Nr. |                   | Poziție | Jucător             |
| --- | ----------------- | ------- | ------------------- |
| -   | România           | P       | Nicușor Măstăcan    |
| -   | România           | P       | Marius Mindileac    |
| -   | România           | P       | Silviu Posteucă     |
| -   | Serbia            | P       | Vladimir Radujkovic |
| -   | România           | P       | Marian Drăgoi       |
| -   | România           | P       | Alexandru Vlasie    |
| -   | România           | F       | Stelian Cucu        |
| -   | România           | F       | Claudiu Velescu     |
| -   | România           | F       | Daniel Cristescu    |
| -   | România           | F       | Daniel Popescu      |
| -   | România           | F       | Marian Marin        |
| -   | România           | F       | Alexandru Cristea   |
| -   | România           | F       | Eugeniu Savin       |
| -   | România           | F       | Cristian Fodor      |
| -   | România           | F       | Cristian Ilie       |
| -   | România           | F       | Ionuț Bozean        |
| -   | România           | F       | Emil Cristian       |
| -   | Portugalia        | F       | Mario Silva         |
| -   | România           | F       | George Dima         |
| -   | România           | F       | Ciprian Ionașcu     |
| -   | România           | F       | Daniel Eftimie      |
| -   | România           | M       | Valentin Munteanu   |
| -   | România           | M       | Ionuț Cioinac       |
| -   | România           | M       | Valentin Ioviță     |
| -   | România           | M       | Daniel Bârlădeanu   |
| -   | Republica Moldova | M       | Adrian Cucovei      |
| -   | România           | M       | Andreas Popescu     |
| -   | România           | M       | Adrian Pribac       |
| -   | Portugalia        | M       | Valdir Rossano      |
| -   | România           | M       | Dan Apostol         |
| -   | România           | M       | Mihalache Bejan     |
| -   | România           | M       | Claudiu Stan        |
| -   | România           | M       | Daniel Pleșa        |
| -   | România           | M       | Eduard Bica         |
| -   | România           | M       | Alexandru Tudorie   |
| -   | România           | M       | Alexandru Bostan    |
| -   | România           | M       | Cosmin Huhulea      |
| -   | România           | M       | Nicu Tudorie        |
| -   | România           | A       | Alin Lungu          |
| -   | România           | A       | Alexandru Neta      |
| -   | România           | A       | Ionuț Enache        |
| -   | România           | A       | Andrei Avanu        |
| -   | România           | A       | Marius Neculai      |

## Transferuri

### Sosiri
| Post | Jucător          | De la echipa       | Suma de transfer  | Dată |  | ---- |
| ---- | ---------------- | ------------------ | ----------------- | ---- |  | ---- |
| P    | Marius Mindileac | CSM Râmnicu Vâlcea | liber de contract | -    |  |      |

### Plecări
| Post | Jucător             | De la echipa       | Suma de transfer  | Dată |  | ---- |
| ---- | ------------------- | ------------------ | ----------------- | ---- |  | ---- |
| P    | Vladimir Radujkovic | Radnicki Obrenovac | liber de contract | -    |  |      |

Clasamentul după 32 de etape se prezintă astfel:

## Seria II

### Rezultate
| Victorii | Egaluri | Înfrângeri | Cea mai mare victorie | Cea mai mare înfrangere |

### Sezon intern
| 1  | Dunărea Galați               | FC Progresul București       |  | 1-2 |
| 2  | FC Ceahlăul Piatra Neamț     | Dunărea Galați               |  | 1-0 |
| 3  | Dunărea Galați               | FC Delta Tulcea              |  | 1-0 |
| 4  | CS Concordia Chiajna         | Dunărea Galați               |  | 1-2 |
| 5  | Dunărea Galați               | FC Petrolul Ploiești         |  | 4-0 |
| 6  | CS Forex Brașov              | Dunărea Galați               |  | 0-2 |
| 7  | Dunărea Galați               | FC Botoșani                  |  | 1-0 |
| 8  | FCM Bacău                    | Dunărea Galați               |  | 0-1 |
| 9  | Dunărea Galați               | Sportul Studențesc București |  | 2-1 |
| 10 | FC Snagov                    | Dunărea Galați               |  | 1-0 |
| 11 | Dunărea Galați               | FC Cetatea Suceava           |  | 3-1 |
| 12 | FC Dunărea Giurgiu           | Dunărea Galați               |  | 2-1 |
| 13 | Dunărea Galați               | FC Prefabricate 05 Modelu    |  | 1-0 |
| 14 | CS Buftea                    | Dunărea Galați               |  | 4-1 |
| 15 | Dunărea Galați               | CSM Ploiești                 |  | 1-1 |
| 16 | SC Dinamo II București       | Dunărea Galați               |  | 1-0 |
| 17 | Dunărea Galați               | FC Știința Bacău             |  | 3-1 |
| 18 | FC Progresul București       | Dunărea Galați               |  | 0-3 |
| 19 | Dunărea Galați               | FC Ceahlăul Piatra Neamț     |  | 0-1 |
| 20 | FC Delta Tulcea              | Dunărea Galați               |  | 2-1 |
| 21 | Dunărea Galați               | CS Concordia Chiajna         |  | 0-0 |
| 22 | FC Petrolul Ploiești         | Dunărea Galați               |  | 1-0 |
| 23 | FC Botoșani                  | Dunărea Galați               |  | 0-0 |
| 24 | Dunărea Galați               | FCM Bacău                    |  | 1-2 |
| 25 | Sportul Studențesc București | Dunărea Galați               |  | 3-1 |
| 26 | Dunărea Galați               | FC Snagov                    |  | 3-1 |
| 27 | FC Cetatea Suceava           | Dunărea Galați               |  | 1-0 |
| 28 | Dunărea Galați               | FC Dunărea Giurgiu           |  | 0-0 |
| 29 | Dunărea Galați               | CS Buftea                    |  | 2-2 |
| 30 | CSM Ploiești                 | Dunărea Galați               |  | 2-0 |
| 31 | Dunărea Galați               | CS Dinamo II București       |  | 7-0 |
| 32 | FC Sțiinta Bacău             | Dunărea Galați               |  | 0-3 |